# معتمدية منزل شاكر
معتمدية منزل شاكر إحدى معتمديات الجمهورية التونسية، تابعة لولاية صفاقس. أحدثت في عام 1956، تبلغ مساحتها 1563.69 كم مربع وتعداد سكانها سنة 2017 حوالي 38688 نسمة.
تنقسم إلى 12 عمادة: منزل شاكر وبوجربوع وماجل الدرج وبئر الملولي وبشكة وبوثدي والبقعة البيضاء والعوادنة وتليل العجلة والاعشاش والحاج قاسم وشعلاب.

## البلديات
تحتوي المعتمدية على بلديتين
| البلدية                         | عدد السكان | تاريخ الإحداث | المصدر |
| ------------------------------- | ---------- | ------------- | ------ |
| بلدية منزل شاكر                 | 20255      | 1 يناير 2018  | [ 5 ]  |
| بلدية الأعشاش بوجربوع والعوادنة | 18433      | 1 يناير 2018  | [ 5 ]  |

## الجغرافيا
تقع معتمدية منزل شاكر في موقع جغرافي متميز باعتبارها تجاور ثلاث ولايات وبالتالي فهي بوابة ولاية صفاقس من الناحية الغربية التي تبعد عنها 44 كلم يحدها:
- شمالا: معتمديات هبيرة وشربان من ولاية المهدية والشراردة من ولاية القيروان.
- جنوبا: معتمديتا عقارب وبئر علي بن خليفة.
- شرقا: معتمديتا الحنشة وصفاقس الجنوبية.
- غربا: معتمدية الرڤاب من ولاية سيدي بوزيد.